# コペルニクス的転回

見かけ上の逆行運動を示した動画。 太陽 (黄色), 地球 (青色), 火星 (赤色)。詳細説明は英語版を参照されたい。

コペルニクス的転回（コペルニクスてきてんかい、独: Kopernikanische Wende, kopernikanischen Revolution、英: Copernican Revolution）とは、物事の見方が180度変わってしまう事を比喩した言葉。あるいは、既存の物事を根本的に転換させた視点で考察する際の表現。
コペルニクスが天動説を捨てて地動説を唱えたことに喩えている。

## カントの用法
この言葉を広めるキッカケとなった最も有名な用例は、イマヌエル・カントの『純粋理性批判』第二版の序文における用例であり、そこでカントは、従来の認識論における「対象が認識を形成する」といった「対象中心説」から、「(理性を含む) 認識構造が対象を規定する」といった「認識構造中心説」(認識構造の吟味・批判) へと、観点を切り替えた自説の特徴を表すために、この表現を用いている。